# شارافين (إزار)
شارافين هي بلدية في إزار في جنوب شرق فرنسا.